# 横山忠始
横山 忠始（よこやま ただし、1948年〈昭和23年〉6月23日 - 2017年〈平成29年〉11月3日 ）は、日本の政治家。香川県議会議員（1期）、旧詫間町長（4期）、三豊市長（3期）を歴任。第22代大阪市長の横山英幸は長男。

## 生涯
香川県詫間町（現・三豊市）に生まれる。
1972年、関西学院大学法学部卒業。卒業後、大平正芳の秘書となる。
1983年から1987年に、香川県議会議員。
1993年、詫間町長に就任。以後、4期務める。
2006年1月、三豊郡7町が合併したことにより三豊市が誕生し、同年2月12日の市長選で、初代市長に当選した。以後、3期務めた。
2017年9月の定例市議会で、2018年1月に予定される同市長選に立候補しない意向を表明。
同年10月末から病気療養し、同年11月3日、肺がんのため、東京都内の病院で死去。69歳没。死没日をもって、旭日中綬章追贈、従四位に叙される。